# 延安南路街道
延安南路街道，是中华人民共和国山西省长治市潞州区下辖的一个乡镇级行政单位。

## 行政区划
截至2021年，延安南路街道下辖4个社区及2个行政村：
淮海社区、惠丰社区、清华社区、淮北社区、五马村和李家庄村。